# Gnophomyia fraterna
Gnophomyia fraterna är en tvåvingeart som beskrevs av Edwards 1916. Gnophomyia fraterna ingår i släktet Gnophomyia och familjen småharkrankar. Inga underarter finns listade i Catalogue of Life.